# Kubiksætninger
Kubiksætningen siger hvordan tredje potensen af to adderede tal udregnes, eller reduceres.
Ligningen er: {\displaystyle (a+b)^{3}=a^{3}+b^{3}+3a^{2}b+3b^{2}a\,}
Denne sætning er ikke så kendt som Kvadratsætningen, man normalt stifter bekendtskab med i gymnasiet. Imidlertid er den ligeså praktisk, selvom den ikke er lige så flittigt anvendt.

## Varianter
Der er flere varianter af kubiksætningen, i stil med dem fra kvadratsætningen. F.eks. kan nævnes:
- {\displaystyle (a-b)^{3}=a^{3}-b^{3}-3a^{2}b+3b^{2}a\,} (Subtraktion af b fra a)

Der er ligeledes en gældende for multiplikation og division, på samme vis som de gældende for kvadratsætningen.

## Udledning
Ligningen udledes forholdsvis nemt. Det kan gøres for et vilkårligt legeme, men mange gange er det de reelle tal man arbejder med.
{\displaystyle (a+b)^{3}=\,} (definition af heltallig potens, {\displaystyle a^{n}=a\cdot {a}\cdot \ldots {n}{\mbox{ gange}}\ldots \cdot {a}\cdot {a}})
{\displaystyle (a+b)\cdot (a+b)\cdot (a+b)=\,} (potensen udskrives)
{\displaystyle (a^{2}+b^{2}+2ab)\cdot (a+b)=\,} (der udledes en kvadratsætning, og den sidste potens er nu klar til at ganges ind i)
{\displaystyle a^{3}+a^{2}b+ab^{2}+b^{3}+2a^{2}b+2ab^{2}=\,} (Her er det hele udledt, og der mangler kun en reduktion)
{\displaystyle a^{3}+b^{3}+3a^{2}b+3b^{2}a=\,} (Her reduceret, således den endelige formel.
Bemærk at der er sat lighedstegn hele vejen ned igennem udledningen, og at de alle er gyldige, hvorfor man kan tage det første og sidste led ud. Det er sådan man skriver ligningen op:
{\displaystyle (a+b)^{3}=a^{3}+b^{3}+3a^{2}b+3b^{2}a}
| Matematik | Spire Denne artikel om matematik er en spire som bør udbygges. Du er velkommen til at hjælpe Wikipedia ved at udvide den. |